# Саитбабинский сельсовет
Саитбабинский сельсовет — муниципальное образование в Гафурийском районе Башкортостана.

## История
Согласно «Закону о границах, статусе и административных центрах муниципальных образований в Республике Башкортостан» имеет статус сельского поселения.

## Население
| 2002  | 2009  | 2010  | 2012  | 2013  | 2014  | 2015  |
| ----- | ----- | ----- | ----- | ----- | ----- | ----- |
| 2922  | ↗3076 | ↘2636 | ↘2609 | ↘2591 | ↘2537 | ↘2469 |
| 2016  | 2017  |       |       |       |       |       |
| ↘2392 | ↘2348 |       |       |       |       |       |

## Состав сельского поселения
| № | Населённый пункт | Тип населённого пункта       | Население |
| - | ---------------- | ---------------------------- | --------- |
| 1 | Саитбаба         | село, административный центр | ↘1452     |
| 2 | Юзимяново        | деревня                      | ↘317      |
| 3 | Каран-Елга       | деревня                      | ↘265      |
| 4 | Усманово         | деревня                      | ↘246      |
| 5 | Кулканово        | деревня                      | ↘166      |
| 6 | Имянник          | деревня                      | ↘98       |
| 7 | Тугай            | деревня                      | →92       |
| 8 | Новозаитово      | деревня                      | →0        |